# Martin Marinčin
Martin Marinčin (* 18. Februar 1992 in Košice, Tschechoslowakei) ist ein slowakischer Eishockeyspieler, der seit Juni 2021 beim HC Oceláři Třinec aus der tschechischen Extraliga unter Vertrag und dort auf der Position des Verteidigers spielt. Zuvor absolvierte Marinčin unter anderem 236 Spiele für die Edmonton Oilers und Toronto Maple Leafs in der National Hockey League (NHL).

## Karriere

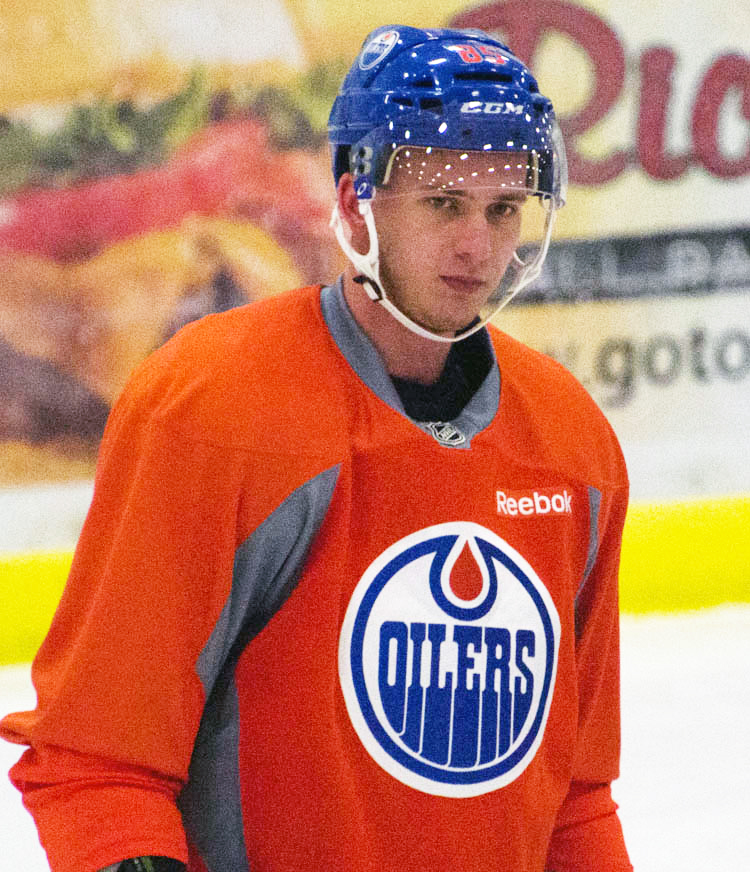
Marinčin im Trainingstrikot der Edmonton Oilers (2014)

Martin Marinčin begann seine Karriere als Eishockeyspieler in seiner Heimatstadt in der Nachwuchsabteilung des HC Košice, wo er bis 2009 zahlreiche Altersstufen durchlief. Zur Saison 2009/10 wechselte er in die Auswahl der slowakischen U20-Nationalmannschaft, die am Ligabetrieb der slowakischen Extraliga teilnahm, und gab dort sein Profidebüt. In 35 Spielen erzielte er dabei sechs Scorerpunkte und verzeichnete 71 Strafminuten. Im NHL Entry Draft 2010 wurde Marinčin in der zweiten Runde an insgesamt 46. Position von den Edmonton Oilers aus der National Hockey League (NHL) ausgewählt. Anschließend sicherte sich Awtomobilist Jekaterinburg, die ihn an fünfter Position im KHL Junior Draft zogen, auch seine Transferrechte in der Kontinentalen Hockey-Liga (KHL).
Zur Saison 2010/11 wechselte Marinčin schließlich nach Nordamerika und schloss sich den Prince George Cougars aus der Western Hockey League (WHL) an, die ihn zuvor als Gesamtersten im CHL Import Draft ausgewählt hatten. In seiner Debütsaison gelangen ihm 56 Punkte in 67 Spielen, womit er der punktbeste Rookie-Verteidiger der Liga war. Nach dem Ausscheiden der Cougars aus den WHL-Playoffs unterzeichnete Marinčin einen Einstiegsvertrag über drei Jahre mit den Edmonton Oilers und bestritt anschließend seinen ersten Einsatz für das Farmteam der Oilers, die Oklahoma City Barons, in der American Hockey League (AHL). In der folgenden Saison wurde er von den Oilers erneut zu den Prince George Cougars zurückgeschickt, die ihn während der Saison zum Ligakonkurrenten Regina Pats transferierten. Mit diesen kam er allerdings erneut nicht über die erste Runde der Playoffs hinaus. Zur Saison 2012/13 stand er schließlich fest im Kader der Oklahoma City Barons und schloss die Saison mit 30 Punkten als punktbester Verteidiger des Teams hinter Justin Schultz ab. Zudem führte er die Mannschaft mit einer Plus/Minus-Bilanz von +20 an.
Am 5. Dezember 2013 gab Martin Marinčin beim Spiel der Oilers gegen die Colorado Avalanche sein Debüt in der NHL. Seinen ersten Scorerpunkt erzielte er im 15. Einsatz, als er ein Tor von David Perron vorbereitete. Im Rahmen des NHL Entry Draft 2015 wurde er an die Toronto Maple Leafs abgegeben, wobei die Oilers im Gegenzug die NHL-Rechte an Brad Ross sowie ein Viertrunden-Wahlrecht für jenen Draft erhielten. Mit dem Farmteam der Maple Leafs, den Toronto Marlies, gewann der Slowake am Ende der Saison 2017/18 den Calder Cup. Letztlich spielte Marinčin bis zum Sommer 2021 in Toronto und wechselte viele Male zwischen dem NHL- und AHL-Kader Torontos. Im Juni 2021 kehrte er schließlich nach Europa zurück, als er sich dem HC Oceláři Třinec aus der tschechischen Extraliga anschloss. Mit Třinec gewann Marinčin in der Folge zwischen 2022 und 2024 dreimal die tschechische Meisterschaft.

### International
Marinčin vertrat die Slowakei erstmals bei der U18-Junioren-Weltmeisterschaft 2009 und wurde im folgenden Jahr zum Mannschaftskapitän der U18-Auswahl ernannt. Zudem stand er im slowakischen Aufgebot für die U20-Junioren-Weltmeisterschaft 2010 und war mit 17 Jahren der jüngste Spieler seines Teams. In den Jahren 2011 und 2012 nahm er erneut an der U20-Junioren-Weltmeisterschaft teil.
Für die A-Nationalmannschaft bestritt der Abwehrspieler die Weltmeisterschaften 2014, 2016 und 2019 sowie das Qualifikationsturnier für die Olympischen Winterspiele 2022. Dort gewann der Verteidiger nach der erfolgreichen Qualifikation mit dem slowakischen Olympiaaufgebot bei den Olympischen Winterspielen 2022 in Peking die Bronzemedaille.

## Erfolge und Auszeichnungen
- 2018 Calder-Cup-Gewinn mit den Toronto Marlies
- 2022 Tschechischer Meister mit dem HC Oceláři Třinec
- 2023 Tschechischer Meister mit dem HC Oceláři Třinec
- 2024 Tschechischer Meister mit dem HC Oceláři Třinec

### International
- 2022 Bronzemedaille bei den Olympischen Winterspielen

## Karrierestatistik

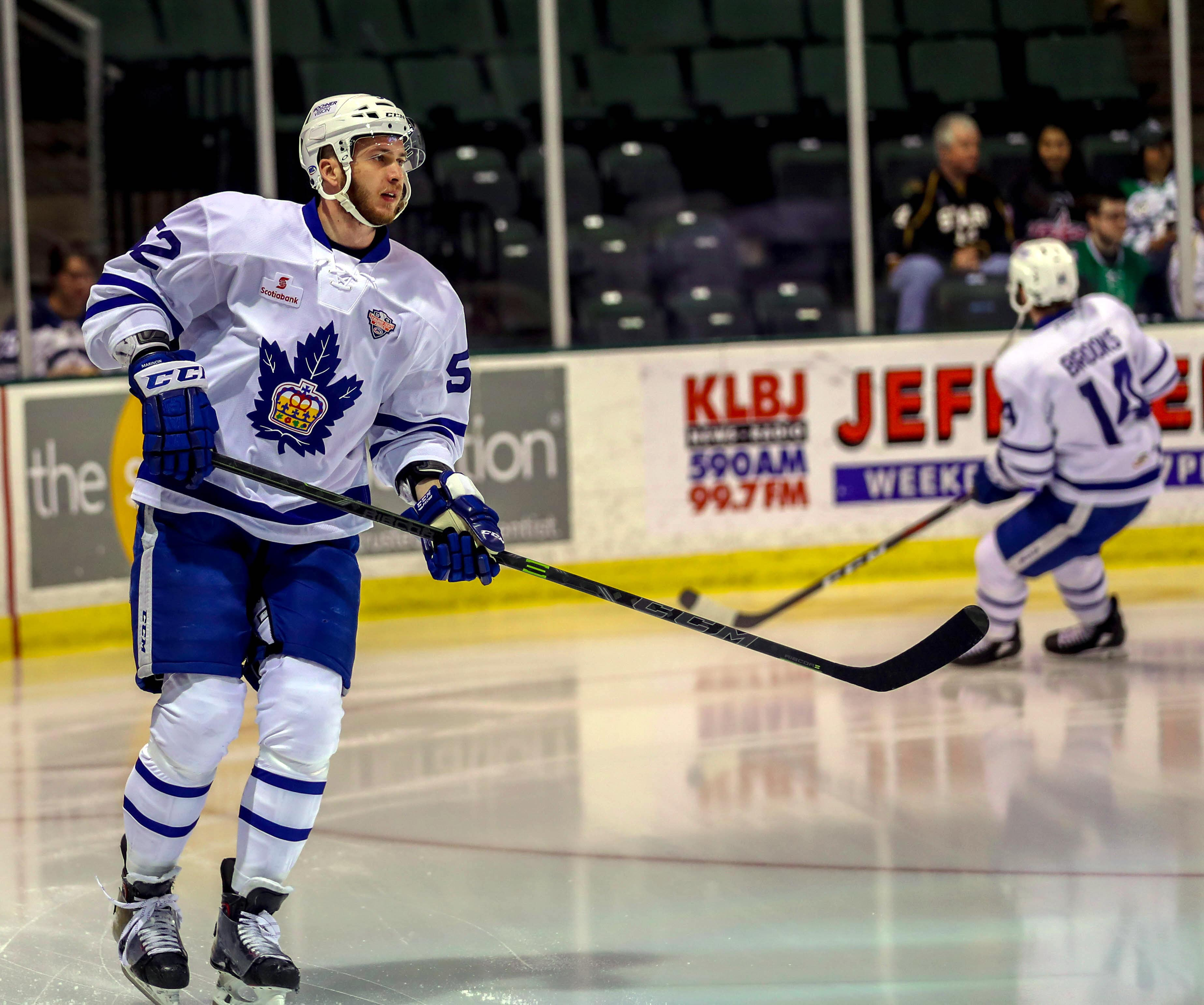
Marinčin als Spieler der Toronto Marlies (2018)

Stand: Ende der Saison 2023/24

### International
Vertrat die Slowakei bei:
| - U18-Junioren-Weltmeisterschaft 2009 - U20-Junioren-Weltmeisterschaft 2010 - U18-Junioren-Weltmeisterschaft 2010 - U20-Junioren-Weltmeisterschaft 2011 - U20-Junioren-Weltmeisterschaft 2012 - Olympischen Winterspielen 2014 | - Weltmeisterschaft 2014 - Weltmeisterschaft 2016 - Weltmeisterschaft 2019 - Qualifikationsturnier für die Olympischen Winterspiele 2022 - Olympischen Winterspielen 2022 |

(Legende zur Spielerstatistik: Sp oder GP = absolvierte Spiele; T oder G = erzielte Tore; V oder A = erzielte Assists; Pkt oder Pts = erzielte Scorerpunkte; SM oder PIM = erhaltene Strafminuten; +/− = Plus/Minus-Bilanz; PP = erzielte Überzahltore; SH = erzielte Unterzahltore; GW = erzielte Siegtore; 1 Play-downs/Relegation; Kursiv: Statistik nicht vollständig)